# Rio Drăgăneasa (Sadu)
O Rio Drăgăneasa é um rio da Romênia, afluente do Sadu, localizado no distrito de Sibiu.